# Dublin Area Rapid Transit

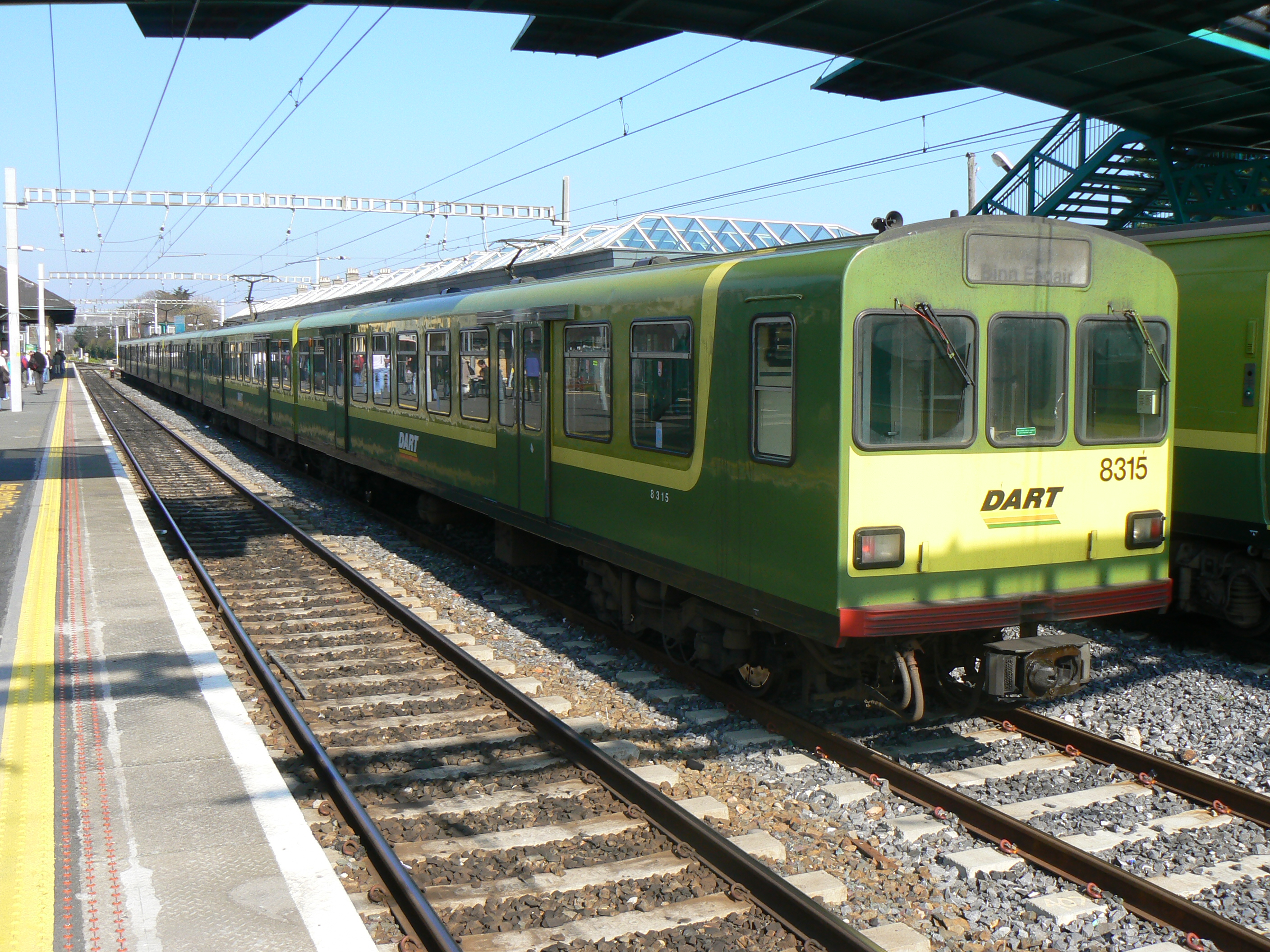
DART-tåg på stationen i Bray.

Dublin Area Rapid Transit (DART) är ett pendeltåg mellan Malahide och Howth norr om Dublin och Greystones söder om Dublin.